# Marcel Ernzer
Marcel Ernzer (Esch-Sur-Alzette, 23 marzo 1926 – Città del Lussemburgo, 1º aprile 2003) è stato un ciclista su strada lussemburghese, professionista dal 1949 al 1962, fu vincitore della Liegi-Bastogne-Liegi 1954.

## Palmarès
- 1951 (Terrot, tre vittorie)

Classifica generale Circuit des six provinces
3ª tappa, 1ª semitappa Tour de Luxembourg
Classifica generale Tour de Luxembourg
- 1953 (Terrot, una vittoria)

Campionati lussemburghesi, Prova in linea
- 1954 (Terrot, quattro vittorie)

Week-end ardennais
Liegi-Bastogne-Liegi
2ª tappa, 2ª semitappa Tour de Luxembourg (Differdange > Città del Lussemburgo)
Campionati lussemburghesi, Prova in linea
- 1955 (Terrot, tre vittorie)

2ª tappa Giro del Belgio (Stavelot > Florenville)
7ª tappa Tour de Suisse (Bad Ragaz > Lucerna)
Campionati lussemburghesi, Prova in linea
- 1958 (Faema, una vittoria)

4ª tappa Tour de Luxembourg (Diekirch > Città del Lussemburgo)
- 1960 (Emi-Guerra, due vittorie)

3ª tappa Tour de Luxembourg (Bettembourg > Diekirch)
Classifica generale Tour de Luxembourg
- 1961 (Gazzola, una vittoria)

4ª tappa Tour de Luxembourg (Diekirch > Esch-sur-Alzette)

## Piazzamenti

### Grandi Giri
- Giro d'Italia

1956: ritirato  (18ª tappa)
1957: 45º
1958: 33º
1959: 41º
1960: 57º
1961: 26º
1962: ritirato  (14ª tappa)
- Tour de France

1949: ritirato (11ª tappa)
1950: ritirato (13ª tappa)
1953: 18º
1956: 51º
1957: ritirato (2ª tappa)
1958: 16º
1959: 33º
1961: 37º
1962: ritirato (12ª tappa)

### Classiche monumento
- Parigi-Roubaix

1951: 70º
1953: 61º
- Liegi-Bastogne-Liegi

1950: 21º
1951: 16º
1954: vincitore
1955: 7º
1957: 18º
1958: 7º
1959: 4º

### Competizioni mondiali
- Campionati del mondo

Valkenburg 1948 - In linea dilettanti: 9º
Copenaghen 1949 - In linea: 15º
Varese 1951 - In linea: non partito
Lugano 1953 - In linea: 10º
Solingen 1954 - In linea: ritirato
Waregem 1957 - In linea: 10º
Reims 1958 - In linea: ?
Zandvoort 1959 - In linea: non partito
Karl-Marx-Stadt 1960 - In linea: ?
Berna 1961 - In linea: ?